# Wirtschaftsfreiheit
Die Wirtschaftsfreiheit ist in der Schweiz ein Grundrecht, also ein Abwehrrecht des einzelnen gegenüber den Staat, welches vor der Einschränkung jeder privatwirtschaftlichen Tätigkeit schützt. Der Eingriff in den Schutzbereich der Wirtschaftsfreiheit kann gerechtfertigt sein, sofern dieser Eingriff auf ein öffentliches Interesse gestützt wird, auf einer angemessenen gesetzlichen Grundlage beruht und verhältnismässig ist. Dieses Freiheitsrecht wird durch Art. 27 der Bundesverfassung der Schweizerischen Eidgenossenschaft sowie in allen 26 Kantonsverfassungen garantiert.
Der umfassende Schutz der Wirtschaftsfreiheit, der vorher in Art. 31, heute in Art. 27 der Verfassung gewährleistet ist, geht in seinem Schutzbereich über das hinaus, was in Deutschland und anderen Ländern unter Berufsfreiheit verstanden wird und gerade darin zeigt sich der ordnungspolitische Grundentscheid der Schweiz für eine freiheitliche Wirtschaftsordnung, der auch in weiteren Vorschriften (Art. 94, 26, 96 Abs. 1) der Bundesverfassung zum Ausdruck gebracht wird.